# 佳冬 (大字)
佳冬，原稱茄苳腳，是台灣屏東縣佳冬鄉的一個傳統地域名稱，也是全鄉行政中心所在地，位於該鄉中部偏東南。相較於今日行政區，其範圍大致包括佳冬村不含西北部凸出部分的東端、六根村不含西北端及西南部邊界地帶北段、玉光村西北半葉的西南端及東南半葉的南半部、萬建村東南部。

## 歷史
台灣日治初期，佳冬地區為一街庄，稱為「茄苳腳庄」，隸屬於港東中里。該庄西北與羗園庄、石光見庄為鄰，東與大響營庄為鄰，南邊為北旗尾庄、下埔頭庄、葫爐尾庄，西邊為塭仔庄。
1901年（日治明治三十四年）11月，全台廢縣廳改設二十廳，該庄隸屬於阿猴廳（1903年改稱阿緱廳）。1903年（明治三十六年）6月，該庄編入「茄苳腳區」，隸屬於阿緱廳。1909年（明治四十二年）10月，合併二十廳為十二廳，茄苳腳區仍隸屬於阿緱廳。1920年（大正九年），全台地方制度大改正，廢十二廳改設五州二廳，該庄改制並雅化為「佳冬」大字，隸屬於高雄州東港郡佳冬庄。
戰後佳冬庄改制為佳冬鄉，隸屬於高雄縣，大字亦改制為村。1950年10月，高、屏分治，佳冬鄉改隸屬屏東縣。

## 聚落
本地區發展較早的聚落為茄苳腳，在日治期初期的官方地圖上已有記載。

## 交通
- 省道台17線

## 學校
- 佳冬高農
- 佳冬國小

## 廟宇
- 六根庄三山國王廟
- 忠英祠